# لاله واژگون ورتیسیلاتا
لاله واژگون ورتیسیلاتا(نام علمی: Fritillaria verticillata) نام یک گونه از سرده لاله واژگون است.